# Норвуд (Іллінойс)
Норвуд (англ. Norwood) — селище (англ. village) в США, в окрузі Піорія штату Іллінойс. Населення — 437 осіб (2020).

## Географія
Норвуд розташований за координатами 40°42′27″ пн. ш. 89°42′2″ зх. д. / 40.70750° пн. ш. 89.70056° зх. д. (40.707477, -89.700447).  За даними Бюро перепису населення США в 2010 році селище мало площу 0,75 км², уся площа — суходіл.

## Демографія
Згідно з переписом 2010 року, у селищі мешкало 478 осіб у 185 домогосподарствах у складі 139 родин. Густота населення становила 640 осіб/км².  Було 191 помешкання (256/км²).
Расовий склад населення:
| - 96,9 % — білих - 0,8 % — корінних американців - 0,4 % — азіатів - 0,2 % — чорних або афроамериканців |

До двох чи більше рас належало 1,7 %. Частка іспаномовних становила 0,8 % від усіх жителів.
За віковим діапазоном населення розподілялося таким чином: 21,1 % — особи молодші 18 років, 61,1 % — особи у віці 18—64 років, 17,8 % — особи у віці 65 років та старші. Медіана віку мешканця становила 42,6 року. На 100 осіб жіночої статі у селищі припадало 105,2 чоловіків;  на 100 жінок у віці від 18 років та старших — 96,4 чоловіків також старших 18 років.
Середній дохід на одне домашнє господарство  становив 57 434 долари США (медіана — 51 250), а середній дохід на одну сім'ю — 63 441 долар (медіана — 64 375). Медіана доходів становила 42 222 долари для чоловіків та 34 375 доларів для жінок. За межею бідності перебувало 8,1 % осіб, у тому числі 11,9 % дітей у віці до 18 років та 7,4 % осіб у віці 65 років та старших.
Цивільне працевлаштоване населення становило 219 осіб. Основні галузі зайнятості: освіта, охорона здоров'я та соціальна допомога — 29,2 %, виробництво — 20,1 %, роздрібна торгівля — 15,5 %.